# 대한민국 민법 제191조
대한민국 민법 제191조는 혼동으로 인한 물권의 소멸에 대한 민법 물권법 조문이다.

## 조문
제191조(혼동으로 인한 물권의 소멸) ① 동일한 물건에 대한 소유권과 다른 물권이 동일한 사람에게 귀속한 때에는 다른 물권은 소멸한다. 그러나 그 물권이 제삼자의 권리의 목적이 된 때에는 소멸하지 아니한다.
②전항의 규정은 소유권이외의 물권과 그를 목적으로 하는 다른 권리가 동일한 사람에게 귀속한 경우에 준용한다.
③점유권에 관하여는 전2항의 규정을 적용하지 아니한다.

第191條(混同으로 因한 物權의 消滅) ① 同一한 物件에 對한 所有權과 다른 物權이 同一한 사람에게 歸屬한 때에는 다른 物權은 消滅한다. 그러나 그 物權이 第三者의 權利의 目的이 된 때에는 消滅하지 아니한다.
②前項의 規定은 所有權以外의 物權과 그를 目的으로 하는 다른 權利가 同一한 사람에게 歸屬한 境遇에 準用한다.
③占有權에 關하여는 前2項의 規定을 適用하지 아니한다.

## 비교 조문
일본민법 제179조 (혼동) 1. 동일물에 대하여 소유권 및 그 밖의 물권이 동일인에게 귀속된 때에는 당해 다른 물권은 소멸한다. 그러나, 그 물권 또는 당해 다른 물권이 제3자의 권리의 목적인 때에는 그러하지 아니하다.
2. 소유권 이외의 물권 및 이를 목적으로 하는 다른 권리가 동일인에게 귀속된 때에는 당해 다른 권리는 소멸한다.
3 전2항의 규정은 점유권에 있어서는 적용하지 아니한다.

## 해설
서로 대립하는 두 개의 법률상의 지위 또는 자격이 동일인에게 귀속하는 것을 혼동이라고 하며 채권 및 물권의 공통한 소멸원인이다. 예를 들어 지상권과 토지소유권이 같은 사람에게 귀속되면 지상권은 혼동으로 소멸한다.

## 사례
전세로 살고 있는 아파트를 경매에서 낙찰받아 소유자가 되면 전세권은 혼동으로 인하여 소멸한다

## 판례

### 제3자의 권리의 목적인 때의 의미
- 본인 또는 제3자의 이익을 위하여 존속시킬 필요가 있는 경우이다[2]

### 채권과 소유권이 같은 자에게 귀속된 경우
- 채권은 채권과 채무가 동일한 주체에 귀속한 때에 한하여 혼동으로 소멸하는 것이 원칙이고, 어느 특정의 물건에 관한 채권을 가지는 자가 그 물건의 소유자가 되었다는 사정만으로는 채권과 채무가 동일한 주체에 귀속한 경우에 해당한다고 할 수 없어 그 물건에 관한 채권이 혼동으로 소멸하는 것은 아닌바, 매매계약에 따른 소유권이전등기청구권 보전을 위하여 가등기가 경료된 경우 그 가등기권자가 가등기설정자에게 가지는 가등기에 기한 본등기청구권은 채권으로서 가등기권자가 가등기설정자를 상속하거나 그의 가등기에 기한 본등기절차 이행의 의무를 인수하지 아니하는 이상, 가등기권자가 가등기에 기한 본등기절차에 의하지 아니하고 가등기설정자로부터 별도의 소유권이전등기를 경료받았다고 하여 혼동의 법리에 의하여 가등기권자의 가등기에 기한 본등기청구권이 소멸하지는 않는다 할 것이다[3]

## 참고 문헌
- 오현수, 일본민법, 진원사, 2014. ISBN 978-89-6346-345-2
- 오세경, 대법전, 법전출판사, 2014 ISBN 978-89-262-1027-7
- 이준현 , LOGOS 민법 조문판례집, 미래가치, 2015. ISBN 979-1-155-02086-9

## 같이 보기
- 혼동
- 상계
- 경개